# Joe McGann
Joseph "Joe" McGann, född 24 juli 1958 i Kensington, Liverpool, är en brittisk skådespelare. McGann har bland annat medverkat i Prins Caspian och skeppet Gryningen, En karl i huset och Casualty. Han är bror till skådespelarna Paul McGann och Stephen McGann.

## Filmografi i urval
- 1989 – Prins Caspian och skeppet Gryningen (TV-serie)
- 1989–2013 – Casualty (TV-serie)
- 1990–1996 – En karl i huset (TV-serie)
- 1995 – The Hanging Gale (TV-serie)
- 1998 – Dangerfield (TV-serie)
- 2000 – Tillbaka till Aidensfield (TV-serie)
- 2000 – Madame Bovary (TV-film)
- 2001-2003 – Night & Day (TV-serie)
- 2005-2015 – Doctors (TV-serie)
- 2016 – Morden i Midsomer (TV-serie)